# Cneu Sérgio Fidenato Cosso
Cneu Sérgio Fidenato Cosso (em latim: Gnaeus Sergius Fidenas Cossus) foi um político da gente Sérgia nos primeiros anos da República Romana eleito tribuno consular por três vezes, em 387, 385 e 380 a.C.. 

## Primeiro tribunato consular (387 a.C.)
Em 387 a.C., foi eleito tribuno consular com Lúcio Papírio Cursor, Lúcio Valério Publícola, Lúcio Emílio Mamercino e Licínio Menênio Lanato.
Os tribunos da plebe responderam à questão do assentamento do Pântano Pontino, tomado dos volscos, e criaram quatro novas tribus, Stellatina, Tromentina, Sabatina e Arniense, elevando o número total de tribos a vinte e cinco.

## Segundo tribunato consular (385 a.C.)
Em 385 a.C. foi eleito novamente, desta vez com Tito Quíncio Capitolino, Lúcio Quíncio Cincinato Capitolino, Públio Cornélio, Lúcio Papírio Cursor e Aulo Mânlio Capitolino.
Neste ano, Aulo Mânlio convenceu o Senado a nomear Aulo Cornélio Cosso ditador para enfrentar a enésima invasão dos volscos (apoiados por latinos e hérnicos) e por causa do alto grau de tensão interna por causa do avanço dos pedidos da plebe graças à ajuda do patrício Marco Mânlio Capitolino.

## Terceiro tribunato consular (380 a.C.)
Em 380 a.C., foi eleito, segundo os Fastos Capitolinos, com Caio Sulpício Pético, Sérvio Cornélio Maluginense, Lúcio Valério Publícola, Licínio Menênio Lanato, Lúcio Emílio Mamercino, Tibério Papírio Crasso, Lúcio Papírio Crasso (ou Mugilano) e Públio Valério Potito Publícola. Lívio nomeia seis cônsules para o ano: Lúcio e Públio Valério, o primeiro pela quinta vez e o segundo, pela terceira, Caio Sérgio, pela terceira vez, Licínio Menênio, pela segunda vez, e depois Públio Papírio e Sérvio Cornélio Maluginense.
O ano foi marcado pela disputa entre patrícios e plebeus sobre a questão dos cidadãos romanos caídos em escravidão por dívidas. Deste conflito se aproveitaram os prenestinos, que chegaram até a Porta Colina. Para tratar de derrotar o inimigo externo, mas ainda assim limitando os poderes dos tribunos da plebe, o Senado nomeou ditador Tito Quíncio Cincinato Capitolino, que levou os romanos à vitória.